# Batalha de Veios (475 a.C.)
A batalha de Veios de 475 a.C. foi travada entre o exército romano liderador pelo cônsul Públio Valério Publícola e o da cidade de Veios e seus aliados sabinos. Os romanos venceram.

## Contexto
Nos dois anos anteriores, os veios vinham batendo duramente os romanos, vencendo principalmente a Batalha de Cremera e, depois de ocuparem o Janículo, ameaçando seriamente Roma na Batalha do Janículo, na qual os romanos conseguiram repeli-los, mas à custa de pesadas perdas. Tantas que o cônsul Espúrio Servílio Prisco foi depois acusado de imperícia na condução do exército.
Esta situação finalmente convenceu os sabinos a se revoltarem para se aliar aos veios. Os dois exércitos, que esperavam ainda reforços das cidades etruscos, estavam postados em dois acampamentos diferentes protegendo a cidade de Veios. Valério, tentando evitar novos movimentos de seus inimigos, marchou de Roma sem alarde, acampando na outra margem do Tibre.

## Batalha
Partindo do acampamento ainda durante a noite, Valério conseguiu realizar uma ordenada marcha noturna de seu exército e seu objetivo era atacar o acampamento sabino na primeira luz da manhã. Eles sofreram pesadas perdas depois de serem pegos completamente de surpresa pelos romanos.
Capturado o acampamento sabino, os romanos tentaram capturar também o dos veios, mas estes, alertados pelo clamor da batalha, se prepararam para dar-lhes combate no campo à frente dele. Segundo Lívio, participaram desta batalha ainda os habitantes da cidade, que correram em massa para lá depois da derrota sabina. Mesmo quando forçados a recuar pelos romanos, os veios conseguiram resistir durante todo o dia e a noite seguinte. Só na manhã, os veios, desesperados por não conseguirem mais lutar, tentaram fugir para dentro da muralha da cidade. A fuga deu a vitória aos romanos.
Entre os romanos, destacou-se principalmente Espúrio Servílio Prisco, legado de Valério.

## Consequeências
Sem poder atacar a cidade murada de Veios e depois de obter a vitória no campo, os romanos arrasaram a zona rural dos sabinos, o que garantiu a Valério seu triunfo quando retornou a Roma.